# Ткачук, Марк Яковлевич
Марк Яковлевич Ткачук (28 марта 1907, с. Любитов, Ковельский уезд, Волынская губерния, Российская империя — 6 сентября 1962, Ровно, Ровенская область, Украинская ССР) — советский государственный деятель, председатель Тернопольского (1949—1951) и Волынского облисполкомов (1952—1956).

## Биография
Родился в многодетной семье железнодорожника Якова Ивановича и домохозяйки Анны Фёдоровны. Во время Первой мировой войны семью эвакуировали в Звенигородский уезд Киевской губернии.
В 1918 г. вернулся на Волынь, учился в железнодорожных школах на станциях Кварц и Ровно. В 1921 г. окончил семилетнюю школу в городе Ковеле. С 1921 г. батрачил, работал рабочим на железной дороге и на лесопильном заводе в селе Любитов.
В 1923—1929 гг. — на обучении в Кременецкий учительской семинарии и гимназии. Работал учителем народной школы в городе Кременец Волынского воеводства Польши. Экстерном сдал экзамены за гимназию и в 1930 г. поступил в Варшавский университет, но обучение не закончил из-за материальных проблем.
В 1940—1941 гг. — директор Кременецкой средней школы № 8 Тернопольской области, в июне 1941 г. был эвакуирован в Ворошиловградскую область, работал учителем.
В 1941—1944 гг. — участник Великой Отечественной войны. Служил старшим лейтенантом строительной колонны № 67 войск НКВД СССР, работал на строительстве военных сооружений.
В 1944—1945 гг. — заведующий Кременецкого городского отдела народного образования Тернопольской области. В 1945—1946 гг. — председатель исполнительного комитета Микулинецкого районного совета депутатов Тернопольской области.
Член ВКП(б) с 1946 г. В 1952 г. окончил годичные Курсы при ЦК ВКП (б) в Москве.
- 1946—1949 гг. — заместитель председателя исполнительного комитета Тернопольского областного Совета,
- 1949—1951 гг. — председатель исполнительного комитета Тернопольского областного Совета,
- 1952—1956 гг. — председатель исполнительного комитета Волынского областного Совета.

В 1956—1961 гг. — начальник управления культуры исполнительного комитета Ровенской областного совета.
С 1961 г. на пенсии.
Депутат Верховного Совета СССР 2-4 созывов. Кандидат в члены ЦК КП Украины (1954—1956), член Центральной ревизионной комиссии КП Украины (1952—1954).

## Семья
Жена, Ольга Семёновна, была писательницей. Сын Владимир работал инженером, дочь Оксана — учителем французского языка.